# Flussdelfin
Als Flussdelfine oder Süßwasserdelfine, manchmal auch Süßwasserwale, werden verschiedene Arten der Wale bezeichnet, die im Süß- und Brackwasser leben und die teilweise ursprünglich einer gemeinsamen taxonomischen Gruppe zugeordnet wurden:
- die Amazonas-Flussdelfine (Iniidae)
- der Chinesische Flussdelfin (Lipotes vexillifer)
- der La-Plata-Delfin (Pontoporia blainvillei)
- der Ganges- und der Indus-Delfin, siehe Platanista

Früher wurden die Gangesdelfine manchmal zusammen mit dem Amazonas-, dem La-Plata- und dem Chinesischen Flussdelfin in eine eigene Familie (Platanistidae) oder Überfamilie (Platanistoidea) klassifiziert, dem widersprechen jedoch molekulargenetische Untersuchungen.

## Evolution
Flussdelfine sind Mitglieder der Ordnung Cetacea (Wale), die Nachkommen von landbewohnenden Säugetieren der Ordnung Artiodactyla (Paarhufer) sind. Sie sind mit dem Indohyus verwandt, einem ausgestorbenen Huftier, das vielleicht einem Hirschferkel ähnlich sah. Von Indohyus trennten sich die Vorfahren der Wale etwa vor 48 Millionen Jahren.
Einige Arten von Walen leben in Flüssen und Seen, sind aber enger mit (Eigentlichen) Delfinen verwandt und erst kürzlich ins Süßwasser gelangt. Solche Arten gelten als fakultative Süßwasserwale, da sie sowohl Meeres- als auch Süßwasserumgebungen nutzen können. Dazu kommen im Süßwasser lebende Vertreter der (Eigentlichen) Delfine wie 
- die Arten der Gattung Sotalia,
- der Kamerunflussdelfin (Sousa teuszii)
- der Irawadidelfin (Orcaella brevirostris).